# Spargelmuseum Beelitz

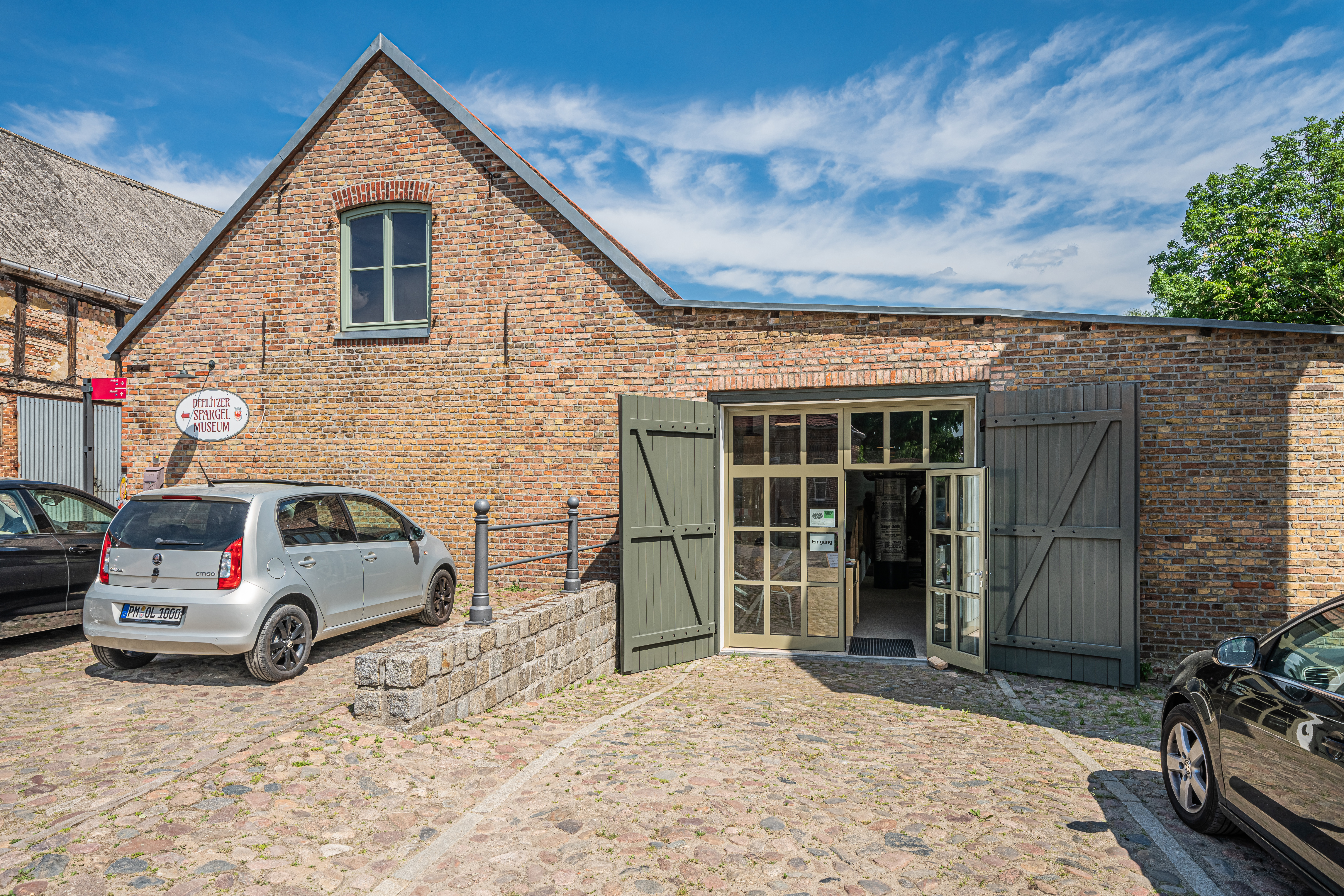
Spargelmuseum Beelitz

Das Spargelmuseum Beelitz informiert in der namensgebenden Stadt Beelitz im Landkreis Potsdam-Mittelmark im Bundesland Brandenburg über die Botanik des Spargels, dessen Anbau, seine Geschichte und die der damit verbundenen Menschen. Es liegt in der historischen Altstadt von Beelitz in der Mauerstraße.
Der Verein „Beelitzer Spargel e. V.“ hat die Sammlung des Spargelmuseums in Beelitz begründet. In der Altstadt von Beelitz, in dem historischen Remisengebäude in der Mauerstraße, direkt hinter dem Hof der Alten Posthalterei, kann man tief eintauchen in die Geschichte des Edelgemüses von der Nieplitz. Die Sammlung, die ständig erweitert wird, würdigt den Spargel als Quelle und Gegenstand der Gaumenfreude und des Erwerbs. Sie informiert über die Botanik der Pflanze, die Technologie und die Geschichte des Beelitzer Spargelanbaus, über Aspekte der allgemeinen Kultur- und Kunstgeschichte sowie der Heilkunde in Verbindung mit Spargel und über die Lebensweise der mit dem Spargel verbundenen Menschen. Sie zeigt ferner die wirtschaftliche Bedeutung des Spargels für die Region und präsentiert das Tourismusprojekt „Beelitzer Spargelstraße“. Die reproduzierten Fotografien, die Bürgerinnen und Bürger zur Verfügung stellten, wecken bei einheimischen Betrachtern nicht selten verwandtschaftliche Erinnerungen. Die Leihgaben, darunter wertvolle Bestecke und Geschirre, verweisen auf die Namen der zahlreichen Spender. Die Präsentation des Museums bezeugt den Siegeszug des Spargels, des Asparagus, der vor 2500 Jahren begann und der ihn auch nach Beelitz führte. Beinahe ehrfurchtsvoll wird Spargel „Königsgemüse“, „essbares Elfenbein“, „Gaumenschmeichler“ oder „Frühlingsluft in Stangen“ genannt. Er diente und dient Malern als Motiv, er beflügelte Goldschmiede, Porzellanhersteller, Dichter, ist Gegenstand der wissenschaftlichen Forschung, ja er besaß sogar kultische Bedeutung. Die museale Ausstellung folgt bewusst Spuren der Alltagskultur von Menschen, deren Lebensgrundlage nicht unwesentlich vom Spargel bestimmt wurde. 1861 baute der Beelitzer Ackerbürger Karl Friedrich Wilhelm Herrmann den ersten Spargel feldmäßig an. Allmählich folgten seinem Beispiel andere Beelitzer. Der Berliner Markt lag vor der Tür, nach der Jahrhundertwende konnten Überschüsse auch ins Ausland geliefert werden. In den zwanziger und dreißiger Jahren war Beelitz mit schließlich 625 ha Anbaufläche das unbestrittene märkische Spargelzentrum. Das ist das Gebiet rund um Beelitz heute wieder. Auf ca. 830 ha wird heute Spargel angebaut und geerntet. Während der Saison lohnt sich der Besuch des Museums ganz besonders. Interessante kleine Gerichte aus frischem Grünspargel werden zusätzlich an den Wochenenden angeboten. Der neue Ausstellungsraum vermittelt Einblicke in die Verarbeitung und Lagerung von weißem und grünem Spargel und bietet als Besonderheit tagfrischen Beelitzer Grünspargel zum Kauf an. Auch Führungen durch Spargelanlagen sind möglich.